# Anglo-árabe
El caballo anglo-árabe es una raza de caballos de silla de sangre caliente, desarrollada históricamente en Inglaterra, Rusia y Francia desde finales del siglo XVIII. Este caballo se crio primero cruzando un purasangre con un árabe y se dio a conocer principalmente a través de las líneas de sangre francesas. Este cruce se extendió posteriormente a dos razas autóctonas del sudoeste de Francia, en las regiones de Limosín y Mediodía. Se ha criado en otros países desde finales del siglo XX.
El ejemplar equino anglo-árabe fue objeto de una internacionalización de su cría en 2012. Por definición, el caballo anglo-árabe no es morfológicamente muy homogéneo, por lo que la importancia de los orígenes árabes influye enormemente en el modelo. El equino angloárabe se caracteriza, sin embargo, por su andar, ligereza, habilidad, coraje y fuerte personalidad. La abreviatura oficial es AA.
Dentro de esta raza existen varios nombres que permiten distinguir la parte más o menos importante de la sangre árabe en el animal, y la presencia o no de otras líneas de sangre menores: angloárabe de complemento, anglo-árabe de cruce y angloárabe de media sangre. El caballo anglo-árabe está particularmente representado en el suroeste de Francia.
Esta raza es famosa por sus actuaciones deportivas, en salto de obstáculos hasta la década de 1980, y desde entonces en eventos. Las razas especiales, tanto las de salto plano como las de salto de obstáculos, están reservadas en su lugar de nacimiento y en otros países de la cuenca del Mediterráneo.

## Características

### Ancho y alto
Originalmente es un poco más alto que el árabe, pero su tamaño ha tendido a aumentar, y ya no son raros los ejemplares de 1,66 metros a la cruz. Su tamaño estándar a principios del siglo XXI era de entre 1,58 metros y 1,65 metros, (el registro americano incluye animales de 1,55 metros a 1,65 metros en promedio). En la década de 1970, el promedio de los caballos anglo-árabes franceses estaba entre 1,45 metros y 1,60 metros.

### Cabeza
El perfil de la cabeza es más bien recto, y en general es más purasangre que árabe, pero puede ser ligeramente cóncavo. Es un caballo con una cabeza pequeña y delgada e inteligente, con ojos muy abiertos y expresivos, una frente amplia y orejas móviles y muy alerta.

### Cuerpo y extremidades
La cruz es siempre muy prominente y prolongada, el pecho es amplio y profundo, siempre más abierto que en los purasangre. El hombro es largo y moderadamente inclinado, el pasaje de la correa es profundo. La espalda es corta o moderadamente larga, recta y fuerte, el lomo es de longitud media.
Este caballo posee una grupa larga y horizontal, los músculos traseros están bien proporcionados. La estructura ósea general es bastante ligera, con miembros largos, fuertes, delgados y bien musculados a pesar de su fina apariencia. Los ejemplares del decenio de 1970 solían tener los corvejones cerrados. La melena y la cola son finas y sedosas.

### Colores
Todos los colores simples se encuentran en la raza, pero el laurel, el marrón laurel, el castaño y el gris son los más comunes. El color negro es más raro. Las marcas blancas, como los balzanes, también son bastante comunes y se permiten sin restricciones. En los Estados Unidos, donde los caballos de colores son muy populares, el registro anglo-árabe incluye varios caballos sabinos de pastel.

### Comportamiento
El angloárabe puede mostrar un carácter más fácil en general que el purasangre, sin embargo sigue siendo un caballo de gran finura, dotado de una fuerte personalidad, lo que requiere, por tanto, un jinete experimentado, tacto y una mano fina.
Es bastante fácil de mantener, aunque proviene en parte de una raza (el purasangre) conocida por su fragilidad. En este punto, el caballo anglo-árabe se parece más al árabe y generalmente presenta una mayor resistencia física que sus dos antepasados. El caballo anglo árabe es criado como un "caballo deportivo noble" para combinar las ventajas de las dos razas originales.
El caballo angloárabe tiene un alto rendimiento y, por lo tanto, a veces tiene pequeñas fallas de posición. Sin embargo, los pasos siempre están en el suelo y planos, la capacidad de galopar y saltar es pronunciada.

## Usos

### Doma clásica
Esta es una disciplina en la que está bien representado en el ruedo, pero no a un alto nivel, ya que no puede competir con el tamaño y los aires espectaculares de los caballos del Norte. En los Estados Unidos, el caballo anglo-árabe ha sido premiado con el máximo galardón de la organización nacional de la disciplina. La fluidez de sus movimientos es muy apreciada por los jueces y el público, así como su carisma, presencia y elegancia.

### Carreras de caballos
El anglo-árabe es atlético en apariencia y se siente igual de cómodo tanto en las carreras al galope como en las de salto. En el barrio suroeste de Francia, el caballo anglo-árabe tiene un programa bien desarrollado de carreras en ambas disciplinas, con los hipódromos de Pau, Tarbes y Pompadour ofreciendo carreras reservadas. A menudo compite con éxito contra otras razas de caballos en carreras de salto.
Carrera de Barriles 
Esta es una disciplina de mucha energía y los angloárabes es algo que poseen es mucha energía, esta disciplina es de velocidad y ya que estos son una raza muy ligera son muy bunos para este deporte 